# Vilhelm IV av Toulouse
Wilhelm IV av Toulouse, född 1040, död 1094, var en regerande greve av Toulouse från 1061 till 1094. 